# Ron Kostelnik
(en) Statistiques sur pro-football-reference
Ronald Michael Kostelnik (né le 14 janvier 1940 à Colver et mort le 29 janvier 1993 dans le Comté de Scott) est un joueur américain de football américain.

## Enfance
Kostelnik est lycéen à la Central Cambria High School d'Ebensburg et ne pense pas pouvoir aller à l'université ou même tenter une carrière de footballeur professionnel. Il ne reçoit qu'une proposition, celle de l'université de Cincinnati, et l'accepte.

## Carrière

### Université
Il intègre l'équipe de football américain des Bearcats en 1959 et ne joue que deux années dans cette section, devenant l'un des meilleurs joueurs de ligne de l'histoire de l'université,. Kostelnik surmonte une blessure au genou lors de la fin de son parcours universitaire et sort double-diplômé dans l'éducation,.

### Professionnel
Ron Kostelnik est sélectionné au deuxième tour de la draft 1961 de la NFL par les Packers de Green Bay au vingt-sixième choix ainsi qu'au quatorzième de celle de l'AFL, en 108e position par les Bills de Buffalo. Lors de ses trois premières années dans le Wisconsin, Kostelnik se contente d'un poste de remplaçant avant de profiter de la blessure d'Henry Jordan et de la retraite de Dave Hanner pour récupérer le poste de titulaire . De 1965 à 1968, il ne rate qu'une seule rencontre des Packers et se démarque par sa capacité à faire face à l'attaque adverse pour permettre à Willie Davis et Henry Hordan de s'occuper des coureurs. Kostelnik participe à la période dorée de Green Bay avec trois titres de champion NFL et la victoire des deux premiers Super Bowl.
Le 19 août 1969, Green Bay échange son tackle aux Colts de Baltimore contre un quatrième tour de la draft 1970 qui servira pour choisir Skip Butler. Kostelnik fait une dernière année insipide chez les professionnels, ne disputant que dix rencontres comme remplaçant avant de prendre sa retraite.
Kostelnik décède, le 29 janvier 1993, victime d'une crise cardiaque alors qu'il roule sur l'Interstate 75 en compagnie de son épouse. Il perd le contrôle de sa voiture et percute une butte de terre. Kostelnik est intronisé dans le temps de la renommée des Packers de Green Bay en 1989.